# Buritirana
Buritirana es un municipio brasilero del estado del Maranhão. Su población estimada en 2004 era de 15.087 habitantes.